# Funk Tango
Funk Tango est un album de Paquito d'Rivera Quintet? sorti en 2007.

## Liste des titres
| No  | Titre            | Durée |
| --- | ---------------- | ----- |
| 1.  | Pere             |       |
| 2.  | What About That! |       |
| 3.  | Revirado         |       |
| 4.  | Contradanza      |       |
| 5.  | Milonga 10       |       |
| 6.  | Final Waltz      |       |
| 7.  | Funk Tango       |       |
| 8.  | Mariela's Dream  |       |
| 9.  | La Yumba-Caravan |       |
| 10. | Como Un Bolero   |       |
| 11. | Ginat Steps      |       |

## Distinctions
L'album remporte le Grammy Award du meilleur album de latin jazz en 2008.